# Ian Smith (voetballer)
Ian Rey Smith Quirós (Guápiles, 6 maart 1998) is een Costa Ricaans voetballer die doorgaans speelt als rechtsback. In januari 2023 verruilde hij Alajuelense voor Sporting. Smith maakte in 2018 zijn debuut in het Costa Ricaans voetbalelftal.

## Clubcarrière
Smith speelde in de jeugdopleiding van Santos de Guápiles en maakte voor die club ook zijn debuut. Op 5 april 2015 werd met 0–1 gewonnen van UCR en Smith mocht elf minuten voor het einde van het duel invallen voor Argenis Fernández. Na tien competitiewedstrijden in het eerste elftal huurde Hammarby hem in juli 2016 voor een halfjaar. In Zweden kwam hij nog niet aan spelen toe en na zijn terugkeer speelde Smith tweeëntwintig competitieduels voor Santos de Guápiles. In januari 2018 keerde de rechtsback terug naar Zweden, waar hij ging spelen voor Norrköping. Hij zette bij zijn nieuwe club een handtekening onder een verbintenis voor de duur van twee jaar. In oktober 2018 werd dit contract verlengd tot eind 2022. Medio 2020 keerde Smith terug naar Costa Rica, waar hij een contract voor drieënhalf jaar tekende bij Alajuelense. In januari 2023 stapte Smith over naar Sporting.

## Clubstatistieken
| Seizoen | Club               | Competitie       | Competitie | Competitie | Beker | Beker | Internationaal | Internationaal | Totaal | Totaal |
| Seizoen | Club               | Competitie       | Wed.       | Dlp.       | Wed.  | Dlp.  | Wed.           | Dlp.           | Wed.   | Dlp.   |
| ------- | ------------------ | ---------------- | ---------- | ---------- | ----- | ----- | -------------- | -------------- | ------ | ------ |
| 2014/15 | Santos de Guápiles | Primera División | 3          | 0          | 0     | 0     | —              | —              | 3      | 0      |
| 2015/16 | Santos de Guápiles | Primera División | 7          | 0          | 0     | 0     | —              | —              | 7      | 0      |
| 2016    | → Hammarby         | Allsvenskan      | 0          | 0          | 0     | 0     | —              | —              | 0      | 0      |
| 2017/18 | Santos de Guápiles | Primera División | 22         | 0          | 0     | 0     | 6              | 0              | 28     | 0      |
| 2018    | Norrköping         | Allsvenskan      | 20         | 2          | 4     | 0     | —              | —              | 24     | 2      |
| 2019    | Norrköping         | Allsvenskan      | 17         | 0          | 4     | 0     | —              | —              | 21     | 0      |
| 2020    | Norrköping         | Allsvenskan      | 0          | 0          | 2     | 0     | —              | —              | 2      | 0      |
| 2020/21 | Alajuelense        | Primera División | 26         | 0          | 0     | 0     | 3              | 0              | 29     | 0      |
| 2021/22 | Alajuelense        | Primera División | 47         | 0          | 1     | 0     | 1              | 0              | 49     | 0      |
| 2022/23 | Alajuelense        | Primera División | 14         | 0          | 0     | 0     | 6              | 0              | 20     | 0      |
| 2022/23 | Sporting           | Primera División | 20         | 1          | 0     | 0     | —              | —              | 20     | 1      |
| 2023/24 | Sporting           | Primera División | 30         | 0          | 0     | 0     | —              | —              | 30     | 0      |
| 2024/25 | Sporting           | Primera División | 7          | 0          | 0     | 0     | —              | —              | 7      | 0      |
| Totaal  | Totaal             | Totaal           | 213        | 3          | 11    | 0     | 16             | 0              | 240    | 3      |

Bijgewerkt op 6 februari 2025.

## Interlandcarrière
Smith maakte zijn debuut in het Costa Ricaans voetbalelftal op 23 maart 2018, toen met 0–1 gewonnen werd van Schotland door een doelpunt van Marco Ureña. De verdediger moest van bondscoach Óscar Antonio Ramírez als wisselspeler aan het duel beginnen en viel een kwartier voor tijd in voor Cristian Gamboa. Smith werd in mei 2018 door Ramírez opgenomen in de selectie van Costa Rica voor het wereldkampioenschap in Rusland. Op het eindtoernooi werd Costa Rica in de groepsfase uitgeschakeld na nederlagen tegen Servië (0–1) en Brazilië (2–0) en een gelijkspel tegen Zwitserland (2–2). Smith speelde alleen tegen de Zwitsers mee.
| Interlands van Ian Smith voor Costa Rica | Interlands van Ian Smith voor Costa Rica | Interlands van Ian Smith voor Costa Rica | Interlands van Ian Smith voor Costa Rica | Interlands van Ian Smith voor Costa Rica | Interlands van Ian Smith voor Costa Rica | Interlands van Ian Smith voor Costa Rica |
| №                                        | Datum                                    | Wedstrijd                                | Uitslag                                  | Competitie                               | Goals                                    |                                          |
| Als speler bij Norrköping                | Als speler bij Norrköping                | Als speler bij Norrköping                | Als speler bij Norrköping                | Als speler bij Norrköping                | Als speler bij Norrköping                | Als speler bij Norrköping                |
| ---------------------------------------- | ---------------------------------------- | ---------------------------------------- | ---------------------------------------- | ---------------------------------------- | ---------------------------------------- | ---------------------------------------- |
| 1                                        | 23 maart 2018                            | Schotland – Costa Rica                   | 0 – 1                                    | Vriendschappelijk                        |                                          |                                          |
| 2                                        | 3 juni 2018                              | Costa Rica – Noord-Ierland               | 3 – 0                                    | Vriendschappelijk                        |                                          |                                          |
| 3                                        | 7 juni 2018                              | Engeland – Costa Rica                    | 2 – 0                                    | Vriendschappelijk                        |                                          |                                          |
| 4                                        | 11 juni 2018                             | België – Costa Rica                      | 4 – 1                                    | Vriendschappelijk                        |                                          |                                          |
| 5                                        | 27 juni 2018                             | Zwitserland – Costa Rica                 | 2 – 2                                    | WK 2018                                  |                                          |                                          |
| 6                                        | 11 september 2018                        | Japan – Costa Rica                       | 3 – 0                                    | Vriendschappelijk                        |                                          |                                          |
| 7                                        | 11 oktober 2018                          | Mexico – Costa Rica                      | 3 – 2                                    | Vriendschappelijk                        |                                          |                                          |
| 8                                        | 16 oktober 2018                          | Colombia – Costa Rica                    | 3 – 1                                    | Vriendschappelijk                        |                                          |                                          |
| 9                                        | 16 november 2018                         | Chili – Costa Rica                       | 2 – 3                                    | Vriendschappelijk                        |                                          |                                          |
| 10                                       | 22 maart 2019                            | Guatemala – Costa Rica                   | 1 – 0                                    | Vriendschappelijk                        |                                          |                                          |
| 11                                       | 26 maart 2019                            | Costa Rica – Jamaica                     | 1 – 0                                    | Vriendschappelijk                        |                                          |                                          |

Bijgewerkt op 6 februari 2025.